# 中尾亜由子
中尾 亜由子（なかお あゆこ）は、東映のプロデューサー。東京大学卒業。

## 経歴
1984年東京都生まれ。2008年東映に入社。「科捜研の女」などのプロデューサーを務める。その他にも、終着駅シリーズ、松本清張の鬼畜（共にテレビ朝日系）などを担当。